# Old Town Hall de Richmond
 (janvier 2020).
L'ancien hôtel de ville de Richmond sur Whittaker Avenue à Richmond, à Londres, est un bâtiment municipal qui, de 1893 à 1965, a été l'hôtel de ville de l'arrondissement municipal de Richmond. Lorsque les arrondissements municipaux de Richmond, Twickenham et Barnes ont été fusionnés en 1965 pour former le Borough londonien de Richmond upon Thames, York House à Twickenham est devenue le siège du gouvernement du nouveau borough. Bien qu'une partie du rez-de-chaussée de l'édifice ait été louée au commerce de détail, l'ancien hôtel de ville de Richmond a été conservé à des fins municipales et contient maintenant la bibliothèque de référence de l'arrondissement, sa collection d'études locales, le Museum of Richmond, une galerie d'art (la Riverside Gallery) et des salles de réunion. 

## Histoire et description
Le bâtiment, qui a été ouvert en 1893 par le duc d'York (qui deviendra plus tard le roi George V), occupe l'emplacement de l'ancien hôtel Castle à Richmond, qui a été acheté par Sir John Whittaker Ellis, le député local, et donné par lui en 1888 à la sacristie de Richmond (qui a exercé des fonctions de gouvernement local jusqu'à la création de l'arrondissement municipal de Richmond en 1890),. 
La mairie a été conçue dans le style "Renaissance élisabéthaine". Il a été gravement endommagé par une bombe incendiaire le 29 novembre 1940 mais, après restauration, a été rouvert par la reine mère Elizabeth en 1952. 
L'horloge de la mairie a été réalisée par la firme de Leeds Messrs Potts & Sons. 

## Voir également
- Musée de Richmond